# 경식 (식사)

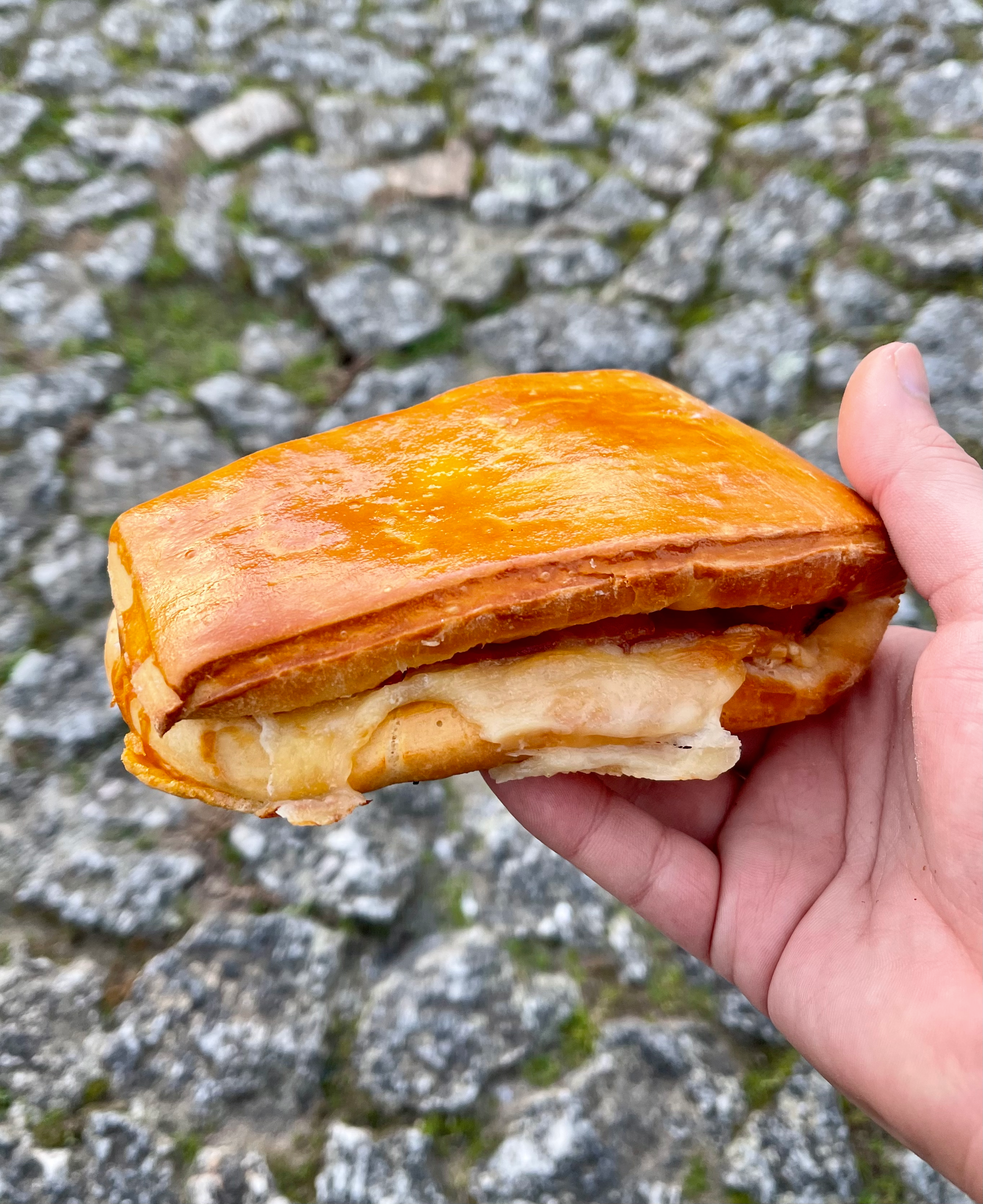

경식(輕食)은 번거로움없이 신속하게 먹을 수 있는 가벼운 식사를 말한다. 패스트푸드와도 겹치는 개념이지만, 공복감을 우선 거두기 위한 식사의 스타일이다.

## 종류
- 새참
- 메리엔다(오후 경식)
- 일레븐지즈(오전 경식)
- 밤참

## 같이 보기
- 간식
- 군것질
- 딤섬
- 주전부리
- 차